# 玛蒂·马洛伊
玛蒂·马洛伊（英語：Marti Malloy，1986年6月23日—），美国女子柔道运动员。她曾代表美国参加2012年和2016年夏季奥林匹克运动会柔道比赛，其中2012年奥运会获得一枚铜牌。